# غابرييل آتال
غابرييل نسيم آتال دي كوريس (بالفرنسية: Gabriel Naseem Attal de Corris) (من مواليد 16 مارس 1989 في كلامار)، هو سياسي فرنسي، تولى رئاسة الوزراء في فرنسا في 9 يناير 2024.

## السيرة الذاتية

### حياته الخاصة
ولد غابرييل سنة 1989 في مدينة كلامار لعائلة ثرية.
والده إيف آتال كان محامي ومنتج سينمائي ذو أصول يهودية تونسية، ووالدته ماري دو كوريس كانت موظفة في شركة إنتاج وهي مسيحية أرثوذكسية تنحدر من عائلة روسية بيضاء من أوديسا ذات أصل يوناني.

عندما كان شابا، كان في علاقة مع المغنية جويس جوناثان. منذ 2017، دخل في عقد مدني مع النائب الأوروبي ستيفان سيجورني، قبل أن يعلن في ديسمبر 2018 عن مثليته الجنسية.

### مسيرته السياسية
نشط في الحزب الاشتراكي من عام 2006 حتى عام 2016، وعمل كعضو في مكتب وزيرة الصحة ماريسول تورين من عام 2012 حتى عام 2017، وكان أيضًا عضوًا في مجلس البلدية في فانف منذ عام 2014.
في عام 2016، انضم إلى حزب إيمانويل ماكرون، الذي أصبح لاحقًا "الجمهورية في المسيرة"، وكان المتحدث باسمه في عام 2018، وأصبح عضوًا في المكتب التنفيذي اعتبارًا من عام 2021.
انتخب نائبًا في انتخابات الجمعية الوطنية الفرنسية عام 2017 في الدائرة العاشرة لهوت دو سين. وفي الجمعية الوطنية، هو عضو في لجنة الشؤون الثقافية والتعليم. وشغل منصب مقرر مشروع القانون المتعلق بتوجيه ونجاح الطلاب (ORE).
في عام 2018، عيين كوزير الدولة المكلف بالتعليم الوطني والشباب في الحكومة الثانية لإدوار فيليب، وأصبح حيدئذٍ في سن 29 عامًا أصغر عضو في حكومة الجمهورية الخامسة. وكان مسؤولاً خصوصًا عن إنشاء الخدمة الوطنية العام (SNU). ثم شغل منصب المتحدث باسم حكومة جان كاستيكس بين عامي 2020 و2022.
في حكومة إليزابيث بورن، التي شكلت في عام 2022 خلال فترة الرئاسة الثانية لإيمانويل ماكرون، عيين في البداية وزيراً مفوضاً مكلفاً بحسابات الدولة. وبعد إعادة انتخابه كنائب في انتخابات الجمعية الوطنية لعام 2022، لم يتول هذا المنصب من أجل البقاء في الحكومة. وفي يوليو 2023، عيين وزيرًا للتعليم الوطني والشباب.
وفي 9 يناير 2024 اختار الرئيس الفرنسي إيمانويل ماكرون غابرييل عتال، رئيساً جديداً للوزراء خلفاً لإليزابيت بورن التي استقالت.ويعد عتال أصغر رئيس وزراء في تاريخ فرنسا.